# Neoepicorsia fuscalis
Neoepicorsia fuscalis là một loài bướm đêm trong họ Crambidae.